# Незаперечний 2
«Незаперечний 2» (англ. Undisputed II: Last Man Standing; інша назва «Обговоренню не підлягає 2») — фільм Айзека Флорентайна 2006 року про тюремні бої з Майклом Джей Вайтом та Скоттом Едкінсом у головних ролях.

## Сюжет
Джордж Айсмен Чемберс, колишній чемпіон світу з боксу, їде в Росію для зйомок в рекламі горілки. У готелі його підставляють, підкинувши наркотики. У в'язниці «Чорні Пагорби» проводяться бої, чемпіоном яких є Юрій Бойко. З першого дня перебування у в'язниці Чемберса всіляко провокують, а між ним і Бойко виникає неприязнь. Між ними виникає кілька бійок, але всякий раз їх розбороняють. Юрія зупиняють аргументом, що з'ясування їх відносин має бути на рингу.
Після цього Чемберса піддають тортурам і відправляють працювати у вигрібній ямі. Роботами керує старий на інвалідному візку - Крот. Коли начальник в'язниці Марков замикає Чемберса в ямі з водою, Крот пояснює, що його не випустять, доки він не переможе Юрія Бойка. Після цього у Джорджа відбувається зустріч з бізнесменом Гагою, який також каже, що випустить його відразу ж, як він подолає чемпіона в'язниці. Чемберс погоджується на бій, вибравши секундантом свого співкамерника — наркомана Стіві Паркера. Але через погрози, пред'явлені йому «друзяками» Бойка, Паркер змушений отруїти Чемберса, і Бойко перемагає його в другому раунді, таким чином виграючи бій. У лазареті Крот пояснює Джорджу, що його отруїли. У камері Джордж виявляє, що Стіві скоїв самогубство і залишив передсмертну записку «Пробач, Джордже. Я не мав вибору».
Бойко дізнається, що Чемберс був отруєний, і вбиває кількох своїх секундантів, пояснюючи це тим, що він найкращий боєць в світі і не потребує того, щоб його супротивників труїли.
Крот, колишній спецназівець, починає тренувати Чемберса, і в бою Джордж ламає Бойку ногу, змушуючи його здатися. Після цього ми бачимо як Чемберс вже в звичайному одязі залишає в'язницю; на прохідній його чекає Гага. Він віддає кейс з грошима — частку Чемберса. Йдучи, Джордж приймає незвичайне рішення — «викупити» Крота у начальника в'язниці.
Після цього показується залізничний вокзал міста Подуяне. Крот сидить у візку, підстрижений і причепурений, а поряд стоїть Джордж. Разом вони чекають племінницю Крота, яка бачить його вперше в житті. Залишивши старого, Джордж іде. Станція Полуянов знаходиться в столиці Болгарії — Софії. На електровозі, що під’їжджав, видно букви БЖД — Болгарські залізниці.

## У ролях
| Актор           | Роль                    |
| --------------- | ----------------------- |
| Майкл Джей Вайт | Джордж «Айсмен» Чемберс |
| Скотт Едкінс    | Юрій Бойка              |
| Елі Данкер      | Николай «Крот»          |
| Бен Кросс       | Стівен Паркер           |
| Марк Іванір     | Гага                    |
| Валентин Ганев  | Марков                  |